# Павел Адамович
Павел Богдан Адамо̀вич (на полски: Paweł Bogdan Adamowicz) е полски политик и адвокат, който заема поста кмет на град Гданск, Поморско войводство от 1998 до убийството си през 2019.
На 13 януари 2019 Адамович е намушкан до смърт по време на благотворително мероприятие в Гданск от бивш затворник, който е бил освободен месец преди инцидента. Адамович умира на следващия ден от нараняванията, на 53-годишна възраст.